# 모하멧 아즈민 알리

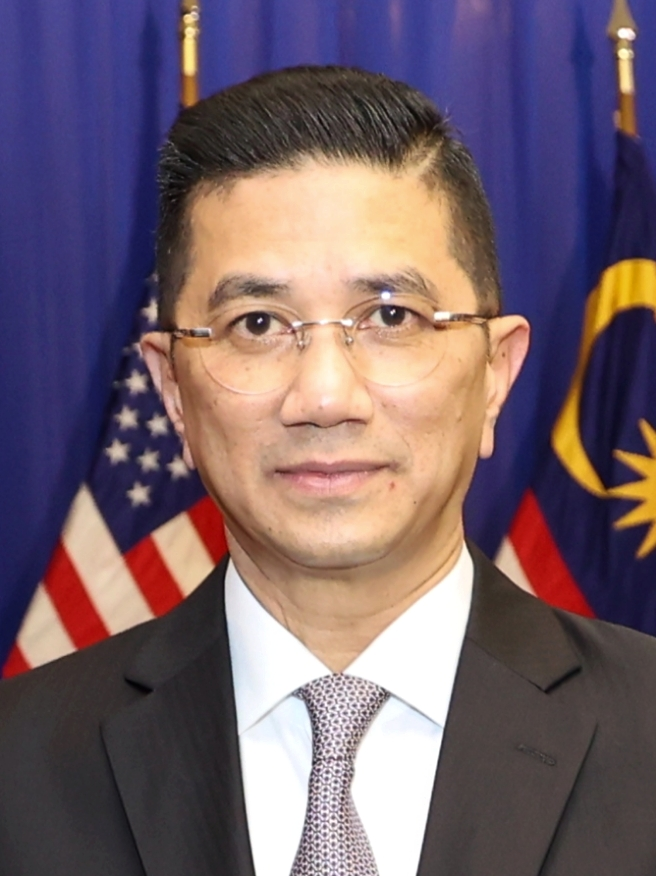
모하멧 아즈민 알리

다토 스리 모하멧 아즈민 빈 알리(말레이어: Mohamed Azmin bin Ali, 1964년 8월 25일 ~ )는 말레이시아의 정치인으로, 전 슬랑오르주수상이며 현재 경제부 장관이다. 그는 또한 곰박 선거구의 국회의원이며, 슬랑오르주의회에서 부킷 안타라방사 선거구의 의원이기도 하다. 희망연합 소속인 인민정의당의 부대표이며, 과거 슬랑오르 축구 협회의 회장직을 맡은 바 있다.